# Mount Judge Howay
Der Mount Judge Howay, ursprünglich gemeinsam mit dem südwestlich gelegenen Mount Robie Reid als Snow Peaks bezeichnet, ist ein ausgeprägter Doppelgipfel im Südwesten der kanadischen Provinz British Columbia. Der Berg  ist 2262 m hoch und hat eine Schartenhöhe von 1.627 m. Er liegt 10 km vom Central Fraser Valley entfernt und nahe dem Nordende des Stave Lake, im Fraser Valley Regional District. Er ist einer der höchsten Gipfel in der Region und daher von vielen Gipfeln rund um Vancouver aus zu sehen. Der Mount Judge Howay liegt im östlichen Teil des Golden Ears Provincial Park.

## Name
Der Mount Judge Howay ist nach Frederic William Howay benannt, einem vorrangig als Experte für die Geschichte British Columbias bekannten Juristen und Richter. Der südwestlich gelegene Mount Robie Reid erinnert an dessen lebenslangen Kollegen als Jurist und Historiker, Robie Lewis Reid.

## Zugang
Aufgrund seiner abgelegenen Lage und der komplizierten Topographie ist eine Ersteigung des Mount Judge Howay sehr schwierig. Für den Zugang von Südosten wird ein Kanu gebraucht, um zum Nordende des Stave Lake zu gelangen. Über stillgelegte Forstwege, eine Furt im Stave River und eine Kletterroute durch steile gemäßigte Regenwälder der Pazifikküste gelangt man unter Orientierung an Bändern von Felswänden zum Gipfel.

## Klima
In Bezug auf die Klimaklassifikation nach Köppen und Geiger herrscht am Mount Judge Howay ein Westküsten-Seeklima. Die meisten Wetterfronten stammen vom Pazifik und bewegen sich ostwärts auf die Coast Mountains zu, wo sie durch die Berge zum  Aufsteigen (Windstau) gezwungen werden, was wiederum dazu führt, dass die enthaltene Feuchtigkeit in Form von Regen oder Schnee abgegeben wird.